# Huayacocotla (municipalité)
La municipalité de Huayacocotla est l'une des 212 municipalités de l'État de Veracruz, et est située dans la partie nord de cet État. Située à l'ouest du golfe du Mexique, elle se trouve cheval sur deux bassins versants : celui du fleuve Río Pánuco, et celui d'un fleuve endoréique, qui ne se jette dans aucune mer. La municipalité est assise les contreforts de la Sierra de Chicontepec, prolongement oriental du massif montagneux de la Sierra Madre orientale. Elle est limitrophe à l'ouest et au sud de l'État d'Hidalgo. Son chef-lieu est la ville éponyme de Huayacocotla. Elle dépend de la région Huasteca Baja, du nom du peuple des Huaxtèques qui y est établi, et est une des 10 subdivisions administratives de l'État de Veracruz.

## Géographie
La municipalité de Huayacocotla s'étend du nord au sud sur deux bassins versants. Au nord, elle est traversée par de petits affluents du fleuve Río Pánuco. Son flanc occidental est bordé par le fleuve endoréique Río Santiago, qui se jette dans le lac Metztitlán (es), situé au nord-ouest, dans l'État d'Hidalgo. Assise pour partie sur les contreforts orientaux du massif montagneux de la Sierra Madre orientale, en un secteur nommé Sierra de Chicontepec, son altitude oscille entre 500 et 2800 mètres. Son chef-lieu, la ville éponyme de Huayacocotla, se trouve dans la partie centrale de son territoire. Ce territoire couvre une superficie de 515,6 km2, et était peuplé en 2015 de 21 391 habitants, pour une densité de 41,5 habitants par km2.
Cette municipalité est limitrophe au nord de celle de Zontecomatlán de López y Fuentes, à l'ouest et au sud, dans l'État d'Hidalgo, de celles de Zacualtipán de Ángeles, de San Agustín Metzquititlán, de Atotonilco el Grande, de Huasca de Ocampo, d'Acatlán et d'Agua Blanca de Iturbide, et à l'est, à nouveau dans l'État de Veracruz, de celles de Zacualpan et de Texcatepec.

## Composition et démographie
La municipalité était composée en 2015 de 111 localités, dont une seule était considérée comme urbaine, les autres étant rurales.
| Localité            | Population |
| ------------------- | ---------- |
| Huayacocotla        | 5211       |
| Palo Bendito        | 1239       |
| Carbonero Jacales   | 951        |
| Zonzonapa           | 746        |
| Teximalpa           | 646        |
| Reste des localités | 11 972     |
| Total population    | 20 765     |

En plus de l'espagnol, plusieurs langues amérindiennes sont parlées dans la municipalité, dont les principales sont par ordre d'importance : le nahuatl, l'otomí, et dans une moindre mesure le tepehuan et le totonaque.

## Économie

### Agriculture et élevage
La superficie des parcelles semées représentait en 2016 une surface totale de 5167 hectares, parmi lesquels 4463 hectares étaient voués à la culture du maïs, 348 hectares étaient à la culture de l'orge, et 141 hectares étaient voués à celle du haricot.
En 2016, la production de viande par tonnes comprenait 397,2 tonnes de viande bovine, 204,7 tonnes de viande porcine, 106,1 tonnes de viande ovine, 20 tonnes de viande caprine, et 6,9 tonnes de dinde. La superficie vouée à l'élevage représentait alors 8935 hectares.